# Groupon
Groupon é um site de e-commerce local. O objetivo é promover os estabelecimentos locais adquirindo novos clientes e promovendo uma maior visibilidade.
O site é ativo nas grandes cidades dos Estados Unidos, do Canadá, do Brasil, da França, de Portugal e do Reino Unido. Foi lançado em novembro de 2008 em Chicago. Logo já estava disponível em Boston, Nova York e Toronto. Em outubro de 2010, o Groupon servia mais de 150 mercados na América do Norte e 100 mercados na Ásia, América do Sul e Europa. O site conta com 35 milhões de usuários inscritos.

## Histórico
O site foi criado por Andrew Mason, nativo de Pittsburgh e atualmente
diretor executivo do Groupon. O site fez sua primeira oferta em 2008, tratava-se de uma pizza pela metade do preço em um restaurante situado no primeiro andar do edifício que a jovem empresa Groupon alugava. 
O site chamou atenção do antigo empregador de Andrew, Eric Lefkofsky, que investiu 1 milhão de dólares em capital inicial para o desenvolvimento do site. O site cresceu rapidamente com uma receita prevista de 500 milhões de dólares em 2010. Com menos de 2 anos de existência, a sociedade foi avaliada em 1,35 bilhões de dólares. De acordo com uma reportagem publicada por Forbes e uma reportagem do Wall Street Journal, Groupon deve “gerar receitas de 1 bilhão de dólares mais rápido do que qualquer outra empresa”.
Groupon adquiriu vários sites que eram do mesmo segmento e que operavam fora dos Estados Unidos. Esses sites foram nomeados Groupon após a aquisição. Entre elas, está a compra do MyCityDeal europeu (17 de maio de 2010), do ClanDescuento da América do Sul (22 de junho de 2010), do Qpod.jp do Japão (17 de agosto de 2010), e do Darberry.ru da Rússia (17 août 2010).
Em outubro de 2010, rumores indicavam que o Yahoo! tinha oferecido mais de U$ 3 bilhões para comprar o Groupon.
Em 30 de novembro de 2010, um relatório indicava que o Google tinha oferecido U$ 5,3 bilhões com uma cláusula sobre os rendimentos futuros de U$ 700 milhões. Essa oferta foi rejeitada pelo Groupon em dezembro de 2010. Outra fonte indica que a oferta do Google foi de U$ 6 bilhões.
Após a recusa da oferta do Google, o Groupon foi identificado como um possível candidato a entrar na bolsa até 2013.

## Modelo de negócios
O Groupon mostra uma oferta de produto por dia em cada mercado que ele serve. A oferta propõe um produto com desconto de 50 a 90%. A oferta é exibida no site do Groupon e é enviada por e-mail aos membros inscritos no site. A oferta mostra a descrição detalhada do produto, o preço normal, o desconto dado pelo fornecedor, o preço após o desconto.
O Groupon se financia retendo 50 % do preço dos produtos vendidos no seu site.
O Groupon não aceita ofertas de alguns tipos de produtos, nomeadamente, aquelas que poderao ir contra a lei do pais em questao.
Ao contrário dos classificados, os vendedores não tem que pagar nenhuma taxa caso não concluam suas vendas.

## Concorrentes
Uma desvantagem considerável do modelo de negócios do Groupon é que ele é facilmente copiável. Na América do Norte, há 200 sites similares ao Groupon, alguns copiando a aparência do site, as fontes tipográficas e seu logotipo.
Ao redor do mundo, há mais de 500 sites, sendo mais de 100 na China. Contudo, em dezembro de 2010, só um concorrente, o Living Social foi considerado um concorrente sério; de acordo com fontes, ele recebeu 175 milhões de dólares de investimento do Amazon.